# Programme Explorer
Pour les articles homonymes, voir Explorer.

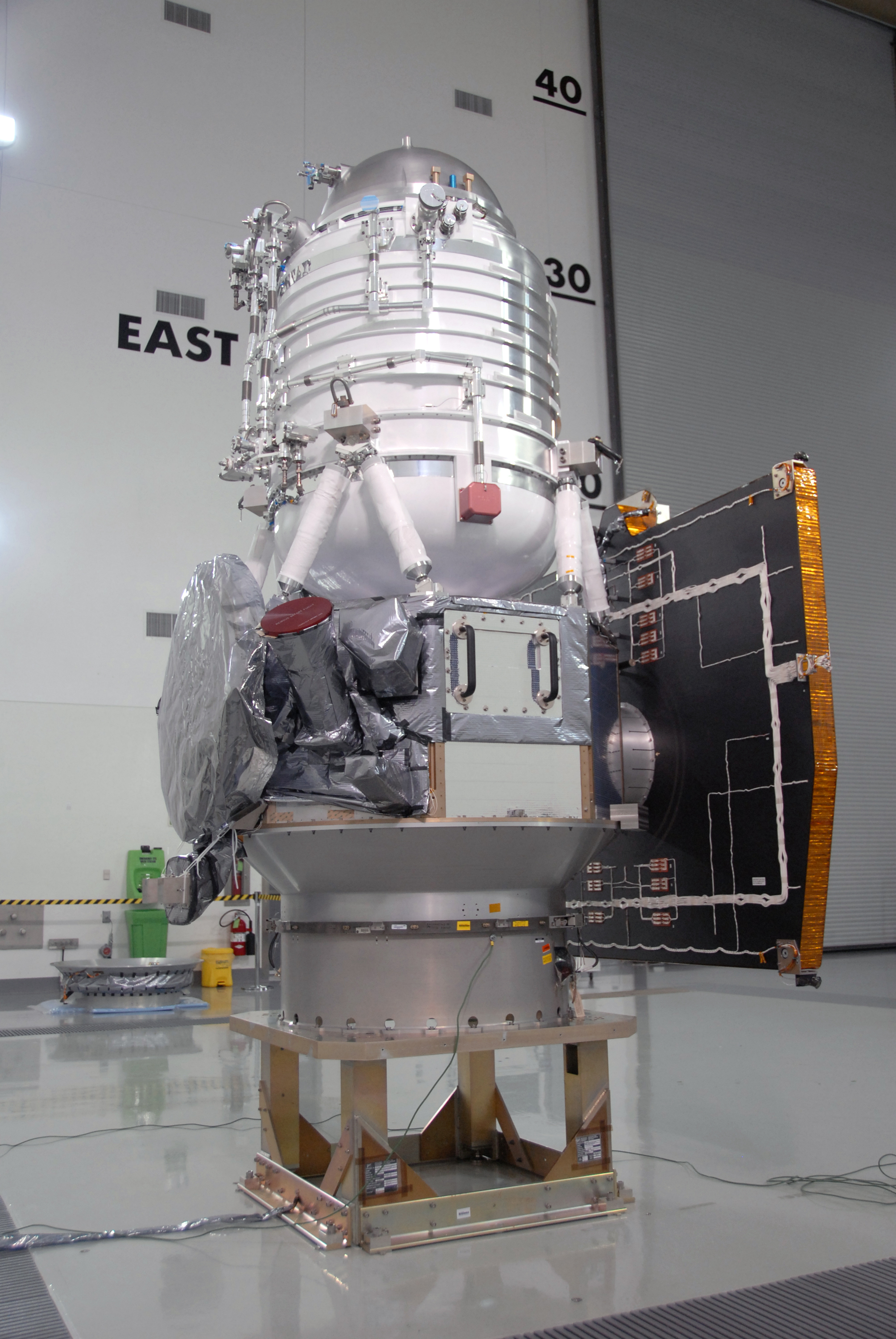
Le télescope infrarouge WISE.

Le programme Explorer est un programme de la NASA, l'agence spatiale américaine, dont l'objectif est la réalisation de missions scientifiques à coût modéré et à fréquence rapprochée. Il s'agit du programme spatial le plus ancien de l'agence spatiale : le premier satellite de ce programme, Explorer 1, est lancé en 1958 et est également le premier satellite artificiel américain. Cet engin met en évidence les ceintures de Van Allen. En 2019, près de 100 missions ont été lancées dans des domaines aussi divers que l'astronomie, l'héliophysique, l'exploration du Système solaire, l'étude de la magnétosphère terrestre, la cosmologie, etc. Si aucun n'a eu la notoriété de missions phares beaucoup plus coûteuses comme Hubble, prises ensemble elles sont à l'origine du plus grand apport scientifique du programme spatial américain. Le programme Explorer est géré par le centre de vol spatial Goddard de la NASA. Il continue en 2019 à être à l'origine de nouveaux satellites scientifiques (en moyenne un par an).

## Les différentes catégories de missionsExplorer
Les missions Explorer regroupent des missions scientifiques aux objectifs très variés (étude de la haute atmosphère terrestre, de la magnétosphère, du milieu interplanétaire, du Soleil, de l'astronomie, de la géodésie) et qui sont caractérisées par un coût réduit. Toutefois, certains satellites de la NASA ayant ces caractéristiques ne font pas partie de cette série.
Les missions Explorer sont depuis 1992 classées dans plusieurs catégories qui sont déterminées par leur coût et l'implication de la NASA :
- Medium-class Explorers (MIDEX) regroupe des missions dont le coût, lancement et exploitation compris, ne doit pas dépasser 180 M$, tel que WISE.
- Small Explorers (SMEX) regroupe des missions dont le coût, lancement et exploitation compris, ne doit pas dépasser 120 M$. Par exemple le télescope à rayons X NuSTAR
- University-class Explorers (UNEX) / SNOE rassemble des missions dont le coût, lancement et exploitation compris, ne doit pas dépasser 15 millions de dollars américains, comme le microsatellite CHIPSat.
- Explorer (EX) regroupe des missions dont le coût sans le lancement ne doit pas dépasser 200 millions de dollars américains (2011). Par exemple, TESS.
- Missions of Opportunity (MO) regroupe des participations scientifiques à des missions qui ne sont pas placées sous la responsabilité de la NASA. Celle-ci fournit par exemple un des instruments du télescope spatial japonais ASTRO-H. Le montant de l'investissement de la NASA sur une MO est plafonné à 35 millions de dollars américains.
- Internationals comme INTEGRAL.

## Historique

### Début du programme
Pour l'année géophysique internationale (AGI) de 1958, l'Union soviétique et les États-Unis décident de développer chacune de leur côté un lanceur destiné à placer le premier satellite artificiel en orbite. Les américains choisissent de construire un nouveau lanceur dans le cadre du projet Vanguard de l'aéronavale de guerre américaine, mais celui-ci accumule les échecs et les soviétiques prennent la tête de la course à l'espace en mettant en orbite Spoutnik 1 le 4 octobre 1957. L’équipe de Wernher von Braun, qui travaille sur un missile à moyenne portée pour l'armée de terre américaine et propose de le transformer en lanceur, obtient le feu vert pour développer celui-ci. Un petit satellite de 13,97 kilogrammes est rapidement développé par le Jet Propulsion Laboratory qui embarque notamment un compteur Geiger. Explorer 1 est lancé le 1er février 1958 et découvre la ceinture de Van Allen. Plusieurs petits satellites scientifiques sont développés et lancés sous l'appellation Explorer par l'Armée de Terre avant que la NASA ne soit créée le 1er octobre 1958 et ne prenne la suite.

### Évolution du programme jusqu'à nos jours
Depuis ses débuts, près d'une centaine d'engins rattachés à ce programme sont lancés (2019). Il s'agit de la plus longue série de missions de l'histoire spatiale puisque les missions rattachées à ce programme continuent à être budgétées en 2019. La fabrication des premiers satellites Explorer est souvent confiée au Centre de recherche Langley ou au centre de vol spatial Goddard de la NASA. Par la suite, elle est souvent prise en charge par des universités ou des entreprises externes. Le programme Explorer est géré par le centre de vol spatial Goddard. Courant 2017, 13 missions sont encore opérationnelles.
On peut décomposer l'histoire du programme Explorer en quatre phases :

#### Premiers satellites: Explorer 1 à 5  (1958)
Durant la première période (missions Explorer 1 à Explorer 5), les missions sont développées de manière prioritaire pour répondre à l'avance prise par l'Union soviétique avec le lancement du premier satellite artificiel Spoutnik 1. Le développement de ces satellites est géré par les militaires qui constituaut à l'époque les seules organisations investies dans le domaine spatial.

#### Le temps des petits satellites scientifiques: Explorer 6 à 55 (1959-19750)
À partir d'Explorer 6 et jusqu'à Explorer 55 : le programme spatial est désormais confié à la NASA, qui prend le relais des militaires. L'agence spatiale développe de nombreuses missions scientifiques à faible coût lancées à un rythme élevé.

#### Décrue budgétaire: Explorer 56 à 67  (1975 - 1995)
A compter de 1975 le programme Explorer entre dans une phase de décrue liée à plusieurs facteurs. Le plus important est la baisse drastique du budget spatial de la NASA (celui-ci passe de 5,2 en 1964 à 3,6 milliards US$ en 1976)  décidée par le président Nixon. Par ailleurs le développement de la navette spatiale américaine, bien supérieur à ce qui avait été prévu, vient réduire les sommes disponibles pour les activités de l'agence spatiale non liée au programme habité : en 1977 la navette spatiale absorbe 59% du budget de la NASA auquel il faut ajouter 8% pour la mise en oeuvre. Enfin l'emphase est mise sur les missions scientifiques à coût élevé. Les quelques missions développées sont toutefois de taille nettement plus importantes que durant la période précédente. Aucune mission Explorer n'est lancée durant cette période au cours des années 1980, 1982, 1983, 1985 à 1988, 1990, 1991, 1993, 1994. Durant cette période onze satellites Explorer sont lancés d'Explorer 56 (ISEE 1) à Explorer 67 (EUVE).

#### Optimisation et externalisation (1995 -)
La mise en place de la politique du faster, better, cheaper à compter de 1995 redonne vie au programme sans toutefois renouer avec la fréquence des lancements de la première décennie. Désormais les satellites ne sont plus développés au sein de l'agence mais donnent lieu à un appel d'offres dans le but de confier leur réalisation à des universités ou des sociétés. Les budgets alloués à la mission entrent dans des contraintes précises : SMEX, MIDEX, etc. La première mission inaugurant cette nouvelle phase est Solar Anomalous and Magnetospheric Particle Explorer (SAMPEX) lancée en 1992.

### Missions programmées pour 2023
En août 2017, la NASA annonce qu'elle a pré-sélectionné trois propositions de missions de type MIDEX et trois Missions of Opportunity (MO). Les équipes de ces projets vont bénéficier chacun d'un budget (2 millions de dollars américains pour chaque mission SMEX et 500 000 dollars américains pour les MO) afin de mener à bien une étude de conception sur 9 mois. La NASA sélectionne en 2019 sur la base de ces travaux une mission de chaque type pour un lancement en 2023. Le budget d'une mission SMEX est limité à 250 millions de dollars américains tandis qu'une MO bénéficie d'un budget de 70 millions de dollars américains.
Les missions MIDEX sont des observatoires spatiaux :
- Arcus (Exploring the Formation and Evolution of Clusters, Galaxies and Stars) a pour objectif d'étudier les étoiles, les galaxies et les amas de galaxies en spectroscopie rayons X à haute résolution afin d'observer les interactions entre ces objets ainsi que le gaz qui les entoure dont la température est porté à des millions de degrés.
- FINESSE (Fast INfrared Exoplanet Spectroscopy Survey Explorer) doit étudier les processus qui conduisent à la formation des planètes et de leur climat ainsi que les mécanismes qui déterminent la composition chimique et la forme de leur atmosphère. À cet effet il utilise la spectroscopie en lumière visible et proche infrarouge pour observer l'atmosphère de 500 exoplanètes allant du type super-Terre aux géantes gazeuses.
- SPHEREx (Spectro-Photometer for the History of the Universe, Epoch of Reionization, and Ices Explore) observe l'ensemble du ciel en proche infrarouge pour étudier l'origine de l'Univers et observe l'origine et l'évolution des galaxies et détermine que certaines planètes hébergent la vie.

La mission SPHEREx est sélectionnée en février 2019 dans la catégorie MIDEX. Ce télescope spatial doit être lancé en décembre 2023.
Les trois missions d'opportunité sont  :
- COSI-X (Compton Spectrometer and Imager Explorer).
- TAO-ISS (Transient Astrophysics Observer on the International Space Station).
- CASE (Contribution to ARIEL Spectroscopy of Exoplanets).

En juin 2019 la NASA sélectionne deux missions SMEX dont le lancement est programmé en 2022 : 
- Polarimeter to Unify the Corona and Heliosphere (PUNCH) est une constellation de quatre satellites qui doit étudier les couches externes de l'atmosphère du Soleil, la couronne solaire et déterminer comment celle-ci génère le vent solaire. La mission est développée sous la supervision du Southwest Research Institute (Boulder, Colorado) et bénéficie d'un budget de 165 millions US$.
- Tandem Reconnection and Cusp Electrodynamics Reconnaissance Satellites (TRACERS) comprend deux satellites qui doivent étudier les champs magnétiques et les particules au-dessus du pôle nord dans le but d'étudier comment ceux-ci réagissent aux événements solaires. La mission est développée sous la supervision de l'Université de l'Iowa à Iowa City et bénéficie d'un budget de 115 millions US$.

## Nomenclature
L'appellation Explorer ne résulte pas d'un choix des concepteurs des premiers satellites de la série mais est l'appellation donnée par le président des États-Unis au premier engin de la série une fois celui-ci en orbite. Cette appellation est officialisée lorsque la NASA reprend le programme initialement géré par les militaires c'est-à-dire à partir d'Explorer 6. Le centre de vol spatial Goddard, établissement de la NASA chargé du programme, désignait les premiers Explorer qu'elle conçoit en leur attribuant un chiffre précédé de S (comme scientifique). Parfois une lettre minuscule ou majuscule suivait ce nombre (par exemple S56a pour Explorer 9). Peu après des appellations particulières sont associées aux missions en fonction de leurs objectifs (par exemple AE pour Atmospheric Explorer) suivi d'une lettre correspondant à un numéro d'ordre au sein de cette sous série (par exemple IMP-A, IMP-B, IMP-C...). Ce système de désignation et celui avec un préfixe S ont coexisté quelques années. Pour rendre les choses encore plus compliquées, des missions initiées par d'autres établissements sont intégrées dans le programme Explorer durant cette période en conservant leur désignation d'origine (Injun, Solrad). Le numéro d'ordre qui est par ailleurs utilisé en association avec le nom du programme (Explorer 12) cesse d'être utilisé de manière officielle à partir d'Explorer 55 en 1975. Le nom du programme est toutefois rappelé dans la désignation de la mission qui se termine généralement par E ou EX (FUSE, GALEX), mais il y a de nombreuses exceptions.

## Liste des missions Explorer passées et planifiées
| N° | Désignation             | Date lancement    | Lanceur          | Fin             | Masse                  | Domaine                            | Description                                                              | Classification | Commentaire                                                                            | Identifiant COSPAR |
| -- | ----------------------- | ----------------- | ---------------- | --------------- | ---------------------- | ---------------------------------- | ------------------------------------------------------------------------ | -------------- | -------------------------------------------------------------------------------------- | ------------------ |
| 1  | Explorer 1              | 1er février 1958  | Juno I           | 23 mai 1958     | 14 kg                  | Atmosphère terrestre               | Détecte les Ceintures de radiations de Van Allen                         |                |                                                                                        | 1958-001A          |
| 2  | Explorer 2              | 5 mars 1958       | Juno I           |                 | 14 kg                  | Atmosphère terrestre               |                                                                          |                | Échec lanceur                                                                          |                    |
| 3  | Explorer 3              | 26 mars 1958      | Juno I           | 27 juin 1958    | 14 kg                  | Atmosphère terrestre               | Étude des particules énergétiques                                        |                |                                                                                        | 1958-003A          |
| 4  | Explorer 4              | 26 juillet 1958   | Juno I           | 5 octobre 1958  | 17 kg                  | Atmosphère terrestre               | Étude des particules énergétiques lors d'essais nucléaires dans l'espace |                |                                                                                        | 1958-005A          |
| 5  | Explorer 5              | 24 août 1958      | Juno I           |                 | 17 kg                  | Atmosphère terrestre               |                                                                          |                | Échec lanceur                                                                          |                    |
| -- |                         | 22 octobre 1958   | Juno I           |                 |                        | Atmosphère terrestre               |                                                                          |                | Échec lanceur, dernier lanceur Juno I                                                  |                    |
| -- | S-1                     | 16 juillet 1959   | Juno II          |                 |                        | Magnétosphère                      |                                                                          |                | Échec lanceur                                                                          |                    |
| 6  | S-2                     | 7 août 1959       | Thor-Able        |                 | 64 kg                  | Atmosphère terrestre               | Étude de la magnétosphère                                                |                |                                                                                        | 1959-004A          |
| 7  | S-1                     | 13 octobre 1959   | Juno II          | 24 aout 1961    | 42 kg                  | Magnétosphère                      | Étude des particules énergétiques                                        |                |                                                                                        | 1959-009A          |
| -- | S-46, S-1A              | 23 mars 1960      | Juno II          |                 | 16 kg                  | Géodésie                           |                                                                          |                | Échec lanceur                                                                          |                    |
| 8  | S-30                    | 3 novembre 1960   | Juno II          |                 | 41 kg                  | Ionosphère                         | Mesure de la composition atmosphérique de l'ionosphère                   |                |                                                                                        | 1960-014A          |
| -- | S-56                    | 4 décembre 1960   | Juno II          |                 | 6 kg                   | Ionosphère                         | Mesure de la composition atmosphérique de l'ionosphère                   |                | Échec lanceur                                                                          |                    |
| 9  | S-56a                   | 16 février 1961   | Scout-X1         |                 | 36 kg                  | Atmosphère et sciences de la Terre | Mesure de la densité atmosphérique                                       |                |                                                                                        | 1961-004A          |
| -- | S-45                    | 24 février 1961   |                  |                 | 34 kg                  | Astronomie                         | Étude du Soleil                                                          |                | Échec lanceur                                                                          |                    |
| 10 | P-14                    | 25 mars 1961      | Juno II          | 27 mars 1961    | 79 kg                  | Plasmas et champs magnétiques      | Étude du champ magnétique entourant la Terre                             |                |                                                                                        | 1961-010A          |
| 11 | S-15                    | 27 avril 1961     | Juno II          |                 | 37 kg                  | Astronomie                         | Astronomie Gamma                                                         |                |                                                                                        | 1961-013A          |
| -- | S-45a                   | 24 mai 1961       | Juno II          |                 | 34 kg                  | Astronomie                         | Étude du Soleil                                                          |                | Échec lanceur                                                                          |                    |
| -- | S-55                    | 30 juin 1961      | Scout X1         |                 | 85 kg                  | Atmosphère terrestre               | Atmosphère et sciences de la Terre                                       |                | Échec lanceur                                                                          |                    |
| 12 | EPE A                   | 16 août 1961      | Delta            |                 | 38 kg                  | Particules énergétiques            | Étude des particules énergétiques                                        |                |                                                                                        | 1961-020A          |
| 13 | S-55a                   | 25 août 1961      | Scout X1         |                 | 85 kg                  | Atmosphère et sciences de la Terre | Étude des micrométéorites                                                |                |                                                                                        | 1961-022A          |
| 14 | EPE B                   | 2 octobre 1962    | Delta-A          |                 | 40 kg                  | Particules énergétiques            | Étude des particules énergétiques                                        |                |                                                                                        | 1962-051A          |
| 15 | EPE C                   | 27 octobre 1962   | Delta-A          |                 | 44 kg                  | Particules énergétiques            | Étude des particules énergétiques                                        |                |                                                                                        | 1962-059A          |
| 16 | S-55B                   | 16 décembre 1962  | Scout-X3         |                 | 101 kg                 | Atmosphère et sciences de la Terre | Étude des micrométéorites                                                |                |                                                                                        | 1962-070A          |
| 17 | AE A                    | 3 avril 1963      | Delta-B          |                 | 184 kg                 | Atmosphère et sciences de la Terre | Étude de l'atmosphère                                                    |                |                                                                                        | 1963-009A          |
| 18 | IMP A                   | 27 novembre 1963  | Delta-C          |                 | 138 kg                 | Atmosphère et sciences de la Terre | Étude de la magnétosphère                                                |                |                                                                                        | 1963-046A          |
| 19 | AD A                    | 19 décembre 1963  | Scout-X4         |                 | 8 kg                   | Atmosphère terrestre               | Mesure de la densité atmosphérique                                       |                |                                                                                        | 1963-053A          |
|    | BE A / S 66             | 19 mars 1964      | Delta-B          |                 | 114 kg                 | Atmosphère terrestre               | Étude de l'ionosphère et de la géodésie                                  |                | Échec lanceur                                                                          |                    |
| 20 | IE A                    | 25 août 1964      | Scout X4         |                 | 45 kg                  | Atmosphère terrestre               | Étude de l'ionosphère                                                    |                |                                                                                        | 1964-051A          |
| 21 | IMP B                   | 4 octobre 1964    | Delta-C          |                 | 135 kg                 | Atmosphère terrestre               | Étude de la magnétosphère                                                |                |                                                                                        | 1964-060A          |
| 22 | BE B                    | 10 octobre 1964   | Scout-X4         |                 | 53 kg                  | Atmosphère terrestre               | Étude de l'ionosphère et de la géodésie                                  |                |                                                                                        | 1964-064A          |
| 23 | Explorer 23             | 6 novembre 1964   | Scout-X4         |                 | 134 kg                 | Atmosphère et sciences de la Terre | Étude des micrométéorites                                                |                |                                                                                        | 1964-074A          |
| 24 | AD B                    | 21 novembre 1964  | Scout-X4         |                 | 9 kg                   | Atmosphère et sciences de la Terre | Mesure de la densité atmosphérique                                       |                |                                                                                        | 1964-076A          |
| 25 | Explorer 25 (IE B)      | 21 novembre 1964  | Scout-X4         |                 | 40 kg                  | Atmosphère terrestre               | Étude de l'ionosphère                                                    |                |                                                                                        | 1964-076B          |
| 26 | EPE D                   | 21 décembre 1964  | Delta-C          |                 | 46 kg                  | Particules énergétiques            | Observation des particules de haute énergie                              |                |                                                                                        | 1964-086A          |
| 27 | BE C                    | 29 avril 1965     | Scout-X4         |                 | 61 kg                  | Atmosphère terrestre               | Étude de la magnétosphère                                                |                |                                                                                        | 1965-032A          |
| 28 | IMP C                   | 29 mai 1965       | Delta-C          |                 | 128 kg                 | Atmosphère terrestre               | Étude de la magnétosphère                                                |                |                                                                                        | 1965-089A          |
| 29 | GEOS A                  | 6 novembre 1965   | Delta-E          |                 | 387 kg                 | Atmosphère et sciences de la Terre | Étude de la géodésie terrestre                                           |                |                                                                                        | 1965-089A          |
| 30 | Solrad 8 (SE A)         | 19 novembre 1965  | Scout-X4         |                 | 57 kg                  | héliophysique et physique spatiale | Surveillance des radiations solaires                                     |                |                                                                                        | 1965-093A          |
| 31 | DME A                   | 29 novembre 1965  | Thor Agena       |                 | 99 kg                  | Atmosphère terrestre               | Étude de l'ionosphère                                                    |                |                                                                                        | 1965-098B          |
| 32 | AE B                    | 25 mai 1966       | Delta-C1         |                 | 225 kg                 | Atmosphère et sciences de la Terre | Étude de l'atmosphère                                                    |                |                                                                                        | 1966-044A          |
| 33 | IMP D                   | 1er juillet 1966  | Delta-E1         |                 | 93 kg                  | héliophysique et physique spatiale | Étude de la magnétosphère                                                |                |                                                                                        | 1966-058A          |
| 34 | IMP F                   | 24 mai 1967       | Delta-E1         |                 | 163 kg                 |                                    | Étude de la magnétosphère                                                |                |                                                                                        | 1967-051A          |
| 35 | IMP E                   | 19 juillet 1967   | Delta-E1         |                 | 94 kg                  | héliophysique et physique spatiale | Étude de la magnétosphère                                                |                |                                                                                        | 1967-070A          |
| 36 | GEOS B                  | 11 janvier 1968   | Delta-E1         |                 | 469 kg                 | Atmosphère et sciences de la Terre | Étude de la géodésie terrestre                                           |                |                                                                                        | 1968-002A          |
| 37 | Solrad 9 (SE B)         | 5 mars 1968       | Scout-B          |                 | 198 kg                 | Héliophysique et physique spatiale | Surveillance des radiations solaires                                     |                |                                                                                        | 1968-017A          |
| 38 | RAE A                   | 4 juillet 1968    | Delta-J          |                 | 602 kg                 | Astronomie                         | Astronomie radio                                                         |                |                                                                                        | 1968-055A          |
| 39 | AD C                    | 8 août 1968       | Scout-X4         |                 | 9 kg                   | Atmosphère et sciences de la Terre | Mesure de la densité atmosphérique                                       |                |                                                                                        | 1968-066A          |
| 40 | Explorer 40 (IE C)      | 8 août 1968       | Scout-X4         |                 | 71 kg                  | Atmosphère terrestre               | Étude de la magnétosphère                                                |                |                                                                                        | 1968-066BA         |
| 41 | IMP G                   | 21 juin 1969      | Delta-E1         |                 | 175 kg                 | Atmosphère terrestre               | Étude de la magnétosphère                                                |                |                                                                                        | 1969-053A          |
| 42 | SAS A                   | 12 décembre 1970  | Scout-B          |                 | 142 kg                 | Astronomie                         | Astronomie X                                                             |                |                                                                                        | 1970-107A          |
| 43 | IMP H                   | 13 mars 1971      | Delta-M6         |                 | 635 kg                 | Atmosphère terrestre               | Étude de la magnétosphère                                                |                |                                                                                        | 1971-019A          |
| 44 | Solrad 10 (SE C)        | 8 juillet 1971    | Scout-B          |                 | 118 kg                 | héliophysique et physique spatiale | Surveillance des radiations solaires                                     |                |                                                                                        | 1971-058A          |
| 45 | SSS A                   | 15 novembre 1971  | Scout-B          |                 | 52 kg                  | Atmosphère terrestre               | Étude de la magnétosphère                                                |                |                                                                                        | 1971-096A          |
| 46 | MTS A                   | 13 août 1972      | Scout-D1         |                 | 90 kg                  | Atmosphère et sciences de la Terre | Étude des micrométéorites                                                |                |                                                                                        | 1972-061A          |
| 47 | IMP I                   | 23 septembre 1972 | Delta-1604       |                 | 390 kg                 | Atmosphère terrestre               | Étude de la magnétosphère                                                |                |                                                                                        | 1972-073A          |
| 48 | SAS B                   | 15 novembre 1972  | Scout-D1         |                 | 166 kg                 | Astronomie                         | Astronomie X                                                             |                |                                                                                        | 1972-091A          |
| 49 | RAE B                   | 10 juin 1973      | Delta-1913       |                 | 328 kg                 | Astronomie                         | Astronomie radio                                                         |                |                                                                                        | 1973-039A          |
| 50 | IMP J                   | 26 octobre 1973   | Delta-1604       |                 | 371 kg                 | Atmosphère terrestre               | Étude de la magnétosphère                                                |                |                                                                                        | 1973-078A          |
| 51 | AE C                    | 16 décembre 1973  | Delta-1900       |                 | 658 kg                 | Atmosphère et sciences de la Terre | Étude de l'atmosphère                                                    |                |                                                                                        | 1973-101A          |
| 52 | Explorer 52 (en) (IE D) | 3 juin 1974       | Scout-E1         |                 | 23 kg                  | Atmosphère terrestre               | Étude de la magnétosphère                                                |                |                                                                                        | 1974-040A          |
| 53 | SAS C                   | 7 mai 1975        | Scout-F1         |                 | 197 kg                 | Astronomie                         | Astronomie X                                                             |                |                                                                                        | 1975-037A          |
| 54 | AE D                    | 6 octobre 1975    | Delta-2910       |                 | 681 kg                 | Atmosphère et sciences de la Terre | Étude de l'atmosphère                                                    |                |                                                                                        | 1975-096A          |
| 55 | AE E                    | 20 novembre 1975  | Delta-2910       |                 | 735 kg                 | Atmosphère et sciences de la Terre | Étude de l'atmosphère                                                    |                |                                                                                        | 1975-107A          |
| -  | Air Density Explorer    | 5 décembre 1975   | Scout-F1         |                 |                        | Atmosphère et sciences de la Terre | Étude de la haute atmosphère                                             |                | Échec lanceur                                                                          |                    |
| 56 | ISEE-1                  | 22 octobre 1977   | Delta-2914       |                 | 340 kg                 | Atmosphère terrestre               | Étude de la magnétosphère                                                |                |                                                                                        | 1977-102A          |
| 57 | IUE                     | 26 janvier 1978   | Delta-2914       |                 | 669 kg                 | Astronomie                         | Astronomie ultraviolet                                                   |                |                                                                                        | 1978-012A          |
| 58 | HCMM                    | 26 avril 1978     | Scout-D1         |                 | 117 kg                 | Atmosphère et sciences de la Terre | Cartographie thermique de la Terre                                       |                |                                                                                        | 1978-041A          |
| 59 | ISEE-3 (ICE)            | 12 août 1978      | Delta-2914       |                 | 390 kg                 | héliophysique et physique spatiale | Étude de la magnétosphère                                                |                |                                                                                        | 1978-079A          |
| 60 | SAGE                    | 18 février 1979   | Scout-D1         |                 | 149 kg                 | Atmosphère et sciences de la Terre | Collecte de données sur les aérosols dans la stratosphère                |                |                                                                                        | 1979-013A          |
| 61 | Magsat                  | 30 octobre 1979   | Scout-G1         |                 | 158 kg                 | Atmosphère et sciences de la Terre | Cartographie du champ magnétique terrestre près de la surface            |                |                                                                                        | 1979-094A          |
| 62 | DE 1                    | 3 août 1981       | Delta-3913       |                 | 424 kg                 | Atmosphère terrestre               | Étude de la magnétosphère                                                |                |                                                                                        | 1981-070A          |
| 63 | DE 2                    | 3 août 1981       | Delta-3913       |                 | 420 kg                 | Atmosphère terrestre               | Étude de la magnétosphère                                                |                |                                                                                        | 1981-070B          |
| 64 | SME                     | 6 octobre 1981    | Delta-2310       |                 | 145 kg                 | Atmosphère et sciences de la Terre | Étude de l'atmosphère                                                    |                |                                                                                        | 1981-100A          |
| 65 | CCE                     | 16 août 1984      | Delta-3924       |                 | 242 kg                 | Atmosphère terrestre               | Étude de la magnétosphère                                                |                |                                                                                        | 1984-088A          |
| 66 | COBE                    | 18 novembre 1989  | Delta-5920       |                 | 2 206 kg               | Astronomie                         | Astronomie micro-onde                                                    |                |                                                                                        | 1989-089A          |
| 67 | EUVE                    | 7 juin 1992       | Delta II 6920    |                 | 3 275 kg               | Astronomie                         | Astronomie ultra-violette                                                |                |                                                                                        | 1992-031A          |
| 68 | SAMPEX                  | 3 juillet 1992    | Scout-G1         | 30 juin 2004    | 158 kg                 | Atmosphère terrestre               | Étude de la magnétosphère                                                | SMEX-1         |                                                                                        | 1992-038A          |
| 69 | RXTE                    | 30 décembre 1995  | Delta II 7920    |                 | 3 200 kg               | Astronomie                         | Astronomie X                                                             | MIDEX          |                                                                                        | 1995-074A          |
| 70 | FAST                    | 21 août 1996      | Pegasus-XL       | 4 mai 2009      | 187 kg                 | Atmosphère terrestre               | Étude des aurores boréales                                               | SMEX-2         |                                                                                        | 1996-049A          |
| 71 | ACE                     | 25 août 1997      | Delta II 7920    |                 | 596 kg                 | Héliophysique et physique spatiale | Étude des particules solaires, interplanétaires et interstellaires       | MIDEX          |                                                                                        | 1997-045A          |
| 72 | SNOE                    | 26 février 1998   | Pegasus-XL       | 2000            | 120 kg                 | Atmosphère et sciences de la Terre | Étude de l'atmosphère                                                    | UNEX-1         |                                                                                        | 1998-012A          |
| 73 | TRACE                   | 2 avril 1998      | Pegasus-XL       | 21 juillet 2004 | 250 kg                 | Héliophysique et physique spatiale | Observation solaire                                                      | SMEX-4         |                                                                                        | 1998-020A          |
| 74 | SWAS                    | 6 décembre 1998   | Pegasus-XL       |                 | 288 kg                 | Astronomie                         | Astronomie sub-millimétrique                                             | SMEX-3         |                                                                                        | 1998-071A          |
| 75 | WIRE                    | 5 mars 1999       | Pegasus-XL       |                 | 250 kg                 | Astronomie                         | Astronomie infrarouge                                                    | SMEX-5         | Échec, fuite du réfrigérant                                                            | 1999-011A          |
| 76 | TERRIERS                | 18 mai 1999       | Pegasus-XL HARPS |                 | 125 kg                 |                                    | Étude de l'atmosphère                                                    |                | Échec, tombe en panne peu après son lancement                                          | 1999-026A          |
| 77 | FUSE                    | 24 juin 1999      | Delta II 7320    |                 | 1 400 kg               | Astronomie                         | Astronomie ultra-violette                                                | MIDEX-0        |                                                                                        | 1999-035A          |
| 78 | IMAGE                   | 25 mars 2000      | Delta II 7326    |                 | 536 kg                 |                                    | Étude de la magnétosphère                                                | MIDEX-1        |                                                                                        | 2000-017A          |
| 79 | HETE-2                  | 9 octobre 2000    | Pegasus-H        |                 | 124 kg                 | Astronomie                         | Astronomie UV, X et gamma                                                | MO             |                                                                                        | 2000-061A          |
| 80 | WMAP                    | 30 juin 2001      | Delta II 7425    |                 | 840 kg                 | Astronomie                         | Astronomie micro-onde                                                    | MIDEX-2        |                                                                                        | 2001-027A          |
| 81 | RHESSI                  | 5 février 2002    | Pegasus-XL       | aavril 2018     | 230 kg                 | Héliophysique et physique spatial  | Imagerie X et gamma des éruptions solaires                               | SMEX-6         |                                                                                        | 2002-004A          |
| 82 | CHIPSat                 | 13 janvier 2003   | Delta II 7320    | 2008            | 60 kg                  | Astronomie                         | Astronomie et spectroscopie ultraviolet                                  | UNEX-3         |                                                                                        | 2003-002B          |
| 83 | GALEX                   | 28 avril 2003     | Pegasus-XL       | mai 2012        | 280 kg                 | Astronomie                         | Astronomie ultra-violette                                                | SMEX-7         |                                                                                        | 2003-017A          |
| 84 | SWIFT                   | 20 novembre 2004  | Delta II 7320    |                 | 1470 kg                | Astronomie                         | Astronomie gamma                                                         | MIDEX-3        |                                                                                        | 2004-047A          |
| 85 | THEMIS A                | 17 février 2007   | Delta II 7925    |                 | 77 kg                  | Héliophysique et physique spatiale | Recherche magnétosphérique                                               | MIDEX-5        |                                                                                        | 2007-004A          |
| 86 | THEMIS B                | 17 février 2007   | Delta II 7925    |                 | 77 kg                  | Héliophysique et physique spatiale | Recherche magnétosphérique                                               | MIDEX-5        |                                                                                        | 2007-004B          |
| 87 | THEMIS C                | 17 février 2007   | Delta II 7925    |                 | 77 kg                  | Héliophysique et physique spatiale | Recherche magnétosphérique                                               | MIDEX-5        |                                                                                        | 2007-004C          |
| 88 | THEMIS D                | 17 février 2007   | Delta II 7925    |                 | 77 kg                  | Héliophysique et physique spatiale | Recherche magnétosphérique                                               | MIDEX-5        |                                                                                        | 2007-004D          |
| 89 | THEMIS E                | 17 février 2007   | Delta II 7925    |                 | 77 kg                  | Héliophysique et physique spatiale | Recherche magnétosphérique                                               | MIDEX-5        |                                                                                        | 2007-004E          |
| 90 | AIM                     | 25 avril 2007     | Pegasus-XL       | 11 aout 2024    | 197 kg                 | Atmosphère et sciences de la Terre | Observation des nuages noctulescents                                     | SMEX-9         |                                                                                        | 2007-015A          |
| 91 | IBEX                    | 19 octobre 2008   | Pegasus-XL       |                 | 80 kg                  | Astronomie                         | Observation des limites de l'héliosphère                                 | SMEX-10        |                                                                                        | 2008-051A          |
| 92 | WISE                    | 14 décembre 2009  | Delta II 7320    |                 | 661 kg                 | Astronomie                         | Astronomie infrarouge                                                    | MIDEX-6        |                                                                                        | 2009-071A          |
| 93 | NuSTAR                  | 13 juin 2012      | Pegasus-XL       |                 | 360 kg                 | Astronomie                         | Astronomie rayons X durs                                                 | SMEX-11        |                                                                                        | 2012-031A          |
| 94 | IRIS                    | 28 juin 2013      | Pegasus-XL       |                 | 200 kg                 | Astronomie                         | Observatoire solaire dans l'ultraviolet                                  | SMEX-12        |                                                                                        | 2013-033A          |
| -  | GEMS                    | 2014 (prévue)     |                  |                 |                        | Astronomie                         | Astronomie rayons X                                                      | SMEX-13        | Mission annulée                                                                        |                    |
| -  | NICER                   | 3 juin 2017       | Falcon 9         |                 | 372 kg                 | Astronomie                         | Spectroscopie rayons X mous                                              | MO             | Instrument monté sur la poutre de la Station spatiale internationale                   |                    |
| -  | GOLD                    | 25 janvier 2018   | Ariane-5         |                 | 37 kg                  | Atmosphère terrestre               | Étude de l'ionosphère et de la thermosphère                              | MO             | Instrument embarqué à bord d'un satellite commercial de communications géostationnaire |                    |
| 95 | TESS                    | 18 avril 2018     | Falcon 9         |                 | 350 kg                 | Astronomie                         | Détection d'exoplanètes                                                  | MIDEX-7        |                                                                                        | 2018-038A          |
| 96 | ICON                    | 11 octobre 2019   | Pegasus-XL       |                 | 281 kg                 | Atmosphère terrestre               | Étude de l'ionosphère terrestre                                          | MIDEX-8        |                                                                                        | 2019-068A          |
| 97 | IXPE                    | 9 décembre 2021   | Falcon 9         |                 | 300 kg                 | Astronomie                         | Astronomie rayons X                                                      | SMEX-14        |                                                                                        | 2021-121A          |
| -  | AWE                     | 8 novembre 2023   |                  |                 | 58 kg                  | Science de la Terre                | Etude des ondes de gravité de la Terre                                   | MO             | Instrument installé sur la station spatiale internationale                             | [ 15 ]             |
| -  | GUSTO                   | 31 décembre 2023  |                  |                 |                        | Astronomie                         | Astronomie infrarouge                                                    | MO             | Ballon stratosphérique                                                                 |                    |
| -  | SPHEREx                 | 12 mars 2025      | Falcon 9         |                 | 178 kg                 | Astronomie                         | Astronomie infrarouge                                                    | MIDEX-9        |                                                                                        | 2025-047E          |
| -  | PUNCH                   | 12 mars 2025      | Falcon 9         |                 |                        | Héliophysique                      | Astronomie solaire                                                       | SMEX-15        |                                                                                        | 2025-047A          |
| -  | TRACERS                 | 23 juillet 2025   | Falcon 9         |                 |                        | Atmosphère terrestre               | Etude de la magnétosphère terrestre                                      | SMEX-16        |                                                                                        | 2025-154B          |
| -  | SunRISE                 | 2025              |                  |                 | Constellation CubeSats | Interférométrie radio              | Etude de l'héliosphère                                                   | MO             |                                                                                        |                    |
| -  | EZIE                    | 14 mars 2025      | Falcon 9         |                 |                        | Magnétomètres                      | Etude de la magnétosphère                                                | MO             | Constellation de trois CubeSats                                                        | 2025-052AP         |
| -  | MUSE                    | 2027              |                  |                 | 291 kg                 | Astronomie solaire                 | Observation du rayonnement ultraviolet lointain du Soleil                | MIDEX-10       |                                                                                        |                    |
| -  | COSI                    | 2027              |                  |                 |                        | Astronomie gamma                   | Inventaire des sources de rayons gamma mou dans notre galaxie            | SMEX-17        |                                                                                        |                    |
| -  | HelioSwarm              | 2028              |                  |                 |                        | Météorologie spatiale              | Observation des turbulences du vent solaire                              | MIDEX-11       | Constellation de satellites                                                            |                    |
| -  | CASE                    | 2028              |                  |                 | Constellation CubeSats | Spectroscopie                      | Etude de l'atmosphère des exoplanètes                                    | MO             | Instrument embarqué à bord de la mission ARIEL de l'Agence spatiale européenne         |                    |
| -  | UVEX                    | 2030              |                  |                 |                        | Astronomie                         | Astronomie ultraviolet                                                   | MIDEX-12       |                                                                                        |                    |